# Башкирско-монгольская война
Башкирско-монгольская война (баш. Башҡорт-монғол һуғышы)(мон. Башкир-монголын дайн) — вооруженный конфликт между башкирами и Монгольской империей. По мнению Л. Н. Гумилёва, война длилась 14 лет (1220—1234). Данная война является одним из этапов в башкирской истории связан с вторжением монголо-татар, в одной из легенд башкирского племени усерган было отражено башкирское сопротивление монголам.

## История
В 1216 году монголы нанесли поражение меркитам и кыпчакам, а башкиры увидели, как завоеватели расправились с проигравшими, ситуация обострилась когда монголы победили в Сартаульской кампании.
после завоевания Хорезма, по приказу Чингизхана, Хорезм и Дешт-и-Кипчак от границ Каялыка до отдаленнейших мест Саксина, Хазара, Булгара, алан, башкир, урусов и черкесов, вплоть до тех мест, куда достигнет копыто татарской лошади, стали принадлежать Джучи хану, и он в этих странах утвердился на престоле ханства и на троне правления
Война отныне бушевала в башкирских землях, башкирская знать и военная элита не могли не задатся вопросом — что делать дальше? Подчинятся или продолжить сопротивление. Единства среди башкирских феодалов в этом вопросе не наблюдалось, если одни из вождей были готовы сражаться до конца. То другие представители — бии могли задумываться об мирных переговорах. Например усерганы стояли перед выбором: погибнуть в неравной схватке, либо признать власть правителя монголов. Монголо-башкирская война длилась целых 14 лет, дольше чем война с Хорезмийским султанатом и дольше чем великий западный поход. Башкиры всегда выигрывали сражения и заключили договор об дружбе и союзе. После этого башкиры и монголы объединились для дальнейших завоеваний. Но например историк А. Заки Валиди полагал, что башкиры приняли подданство монголов добровольно, в 1207. То есть какая-то часть в 1207 году уже оказалась в составе монгольской империи. Очевидно, ссылаясь на свидетельство Юлиана, Гумилёв относит завоевание к 1220—1235 годам. А. Н. А. Мажитов и А. Н. Султанова, не отрицая более позднего покорения Башкортостана, предположили, что часть башкиры вошли в состав государства монгол, в 1219—1220 годах. Окончательное завоевание Башкортостана монголами состоялось в 1236 г. В 1236—1237 годах уже была установлена власть монголов.

### Споры
Спорным является вопрос о хронологических рамках периода вхождения Башкортостана в состав Монгольского государства. Источники показывают, что этот процесс не был единовременным. Первыми их власть признали восточные и юго-восточные башкиры под предводительством бшкирского бея Муйтена. Остальная часть в союзе с булгарами оказала достойное сопротивление, а их окончательное подчинение произошло в 1242—1243 годах. Так, часть башкирских племён — Бурзян, Усерган, Тамьян, часть Кыпсаков признали власть Чингизидов и избежали разорения.

## Отражение в башкирском фольклоре
- Башкирское предание Биксура описывает завоевательные походы монгольской империи, мирную жизнь башкирских племён нарушает войско батый-хана
- «Бурзяне во времена ханов» повествование об племенах бурзян и кыпсак, предание рассказывает о Чингисхане пришедшего войной на их земли, взаимоотношения монгольского хана с местным населением
- В предании «Кровавое поле» рассказывается как башкирам приходилось жить под гнётом монгол, там даются сведения об борьбе против угнетателей терзавших землю
- Башкирское предание «Бошман-Кыпсак-Батыр». Предания о Басмане отражены в источниках, касающихся монгольского нашествия, он долго воевал и давал отпор ханскому войску

## Память
Об сражениях башкир против хана написан роман — сказание о силе башкирской, на основах легенд и преданий.